# バスク系チリ人
バスク系チリ人は、チリにおけるバスク系移民。
多くのバスク人が16世紀から19世紀にかけて、故郷のバスク地方（スペイン北部からフランス南西部にかけて）から、コンキスタドール、兵士、船員、商人、僧侶、労働者としてチリに到達した。彼らは伝統的な重労働と企業家精神によって社会階層の階段をトップへ駆け上り、チリのエリートの間にバスク系の通婚関係を築いた。この同盟は今日のチリのエリートにも存在する。しかし、彼らはまたチリの人口増加に対して非常に貢献しているエスニックでもある。
最初の移住者の波から時間が経った後、1939年にスペイン内戦の結果として数千人のバスク難民がチリに定着し、多くのバスク系住民がスペイン系や非カスティーリャ系の住民と通婚した。バスク系チリ人の人口は10%（1,600,000人）から27%（4,500,000人）に達すると見積もられる

  
。
バスク系チリ人について、ミゲル・デ・ウナムーノは「少なくとも二つの事物が明白にバスクに貢献している。それはイエズス会と、チリ共和国である」と語った。

## 歴史
バスク系チリ人の登場はスペインによるアメリカ大陸の植民地化の時期に始まった。征服者の兵士にバスクとナバーラ出身者が存在したのである。16世紀には、157のイベリア半島系の家族がチリに定着し、うち39はバスク系の姓を持っていた。この数字はますます増え、バスク系の総督の数に反映された。
大きく可視的で長きにわたる地域的な移民回廊が、スペインとチリの間に築かれた。バスク人移民は発見と創設の時代、植民地時代、18世紀の移民の波、そして近年の移民（19世紀から20世紀）と幾つかの史的段階に分けることができる。
18世紀の間、国はバスク州とナバーラからの大量移民を経験し、18世紀末にはチリの人口の27%がバスク系だった。このバスク系の増加は人口にとって最も重要な地域的グループとなり、先住民や新カスティーリャ系、旧カスティーリャ系、アンダルシア系の住民と置き換わった。これらの移民家族はまず第一に彼等自身を好みとする商業に捧げ、連続してカスティーリャに起源を持つ、地主や貴族の家族と同盟を結び、チリの歴史において「チリ＝バスク貴族」として知られる新しい社会グループを築いた。
19世紀後半にはバスク移民の新しい波が押し寄せ、この時期には多くがスペイン領と同様に多くフランスからも到来した。この移民の洪水はスペイン内戦の終結まで続いた。スペイン内戦期にはチリでペドロ・アギーレ・セルダ、アルゼンチンでロベルト・マリーア・オルティス、パラグアイでホセ・フェリクス・エスティガリビアと、南アメリカの3か国でバスク系の大統領が誕生して、スペインからのバスク人の亡命に協力した。

## 著名なバスク系チリ人
- マヌエル・バケダーノ[9] - 軍人。
- ハビエラ・カレーラ[10] - 愛国者。
- ホセ・ミゲル・カレーラ[11] - 軍人・政治家。チリ独立戦争の英雄。
- マヌエル・ロドリゲス[12] - ゲリラ闘士。チリ独立戦争の英雄。
- アレハンドロ・ゴロスティアーガ[13] - 軍人。
- アルベルト・ララギバル[14] - 軍人・騎手。
- ベルナルド・オイギンス[15] - 軍人・政治家。チリ元首（1817年-1823年）
- フェデリコ・エラスリス・サニャールトゥ[16] - 政治家。第8代チリ大統領（1871年-1876年）。
- ホセ・マヌエル・バルマセーダ[17] - 第11代チリ大統領（1886年–1891年）
- ペドロ・アギーレ・セルダ[18] - 第23代チリ大統領（1938年–1941年）
- サルバドール・アジェンデ[19] - 第29代チリ大統領（1970年–1973年）
- アウグスト・ピノチェト[20] - 軍人・政治家。第30代チリ大統領（1973年-1990年）。
- セバスティアン・ピニェラ[21] - 第35代チリ大統領（2010年–2014年）。
- ドミンゴ・エイサギーレ[22] - 政治家。
- エルナン・ラライン[23] - 政治家。
- アドルフォ・サルディバール[24] - 政治家。
- アンドレス・サルディバール[25] - 政治家。
- アニーバル・サニャールトゥ[26] - 政治家。
- ベンハミン・ビクーニャ・マッケーナ[27] - 政治家・歴史学者・著作家。
- ルシア・イリアール[28] - ファーストレディ（1973年-1990年）。アウグスト・ピノチェトの妻。
- マルタ・ララエチェア[29] - ファーストレディ。エドゥアルド・フレイ・ルイスタグレの妻。
- アルベルト・ウルタード[30] - イエズス会の聖職者。
- ガブリエラ・ミストラル[31] - 詩人。ノーベル文学賞受賞（1945年）。
- フアン・グスマン・クルチャガ - 詩人・外交官。チリ国民文学賞受賞（1962年）。
- パブロ・ネルーダ[32] - 詩人・外交官・政治家。ノーベル文学賞受賞（1971年）。
- イサベル・アジェンデ[33] - 著作家。
- アルベルト・ブレスト・ガーナ[34] - 著作家・外交官。
- フェルナンド・ソラバリエタ[35] - ジャーナリスト・スポーツコメンテーター。
- ロベルト・マータ[36] - 画家。
- フェリペ・カミロアガ[37] - 俳優・テレビ司会者。
- マリカルメン・アリゴリアーガ[38] - 女優。
- フェルナンド・ラライン[39] - 俳優。
- ケニタ・ラライン[40] - モデル。
- パス・イララサバル[41] - 女優。
- マルコ・エンリケス＝オミナミ[42]

## 著名な家族
- アジェンデ家[33]
- バルマセーダ家[43]
- カレーラ家[44]
- エラスリス家[32]
- ラライン家[45]